# Sericosema argentata
Sericosema argentata là một loài bướm đêm trong họ Geometridae.